# EZ2DJ

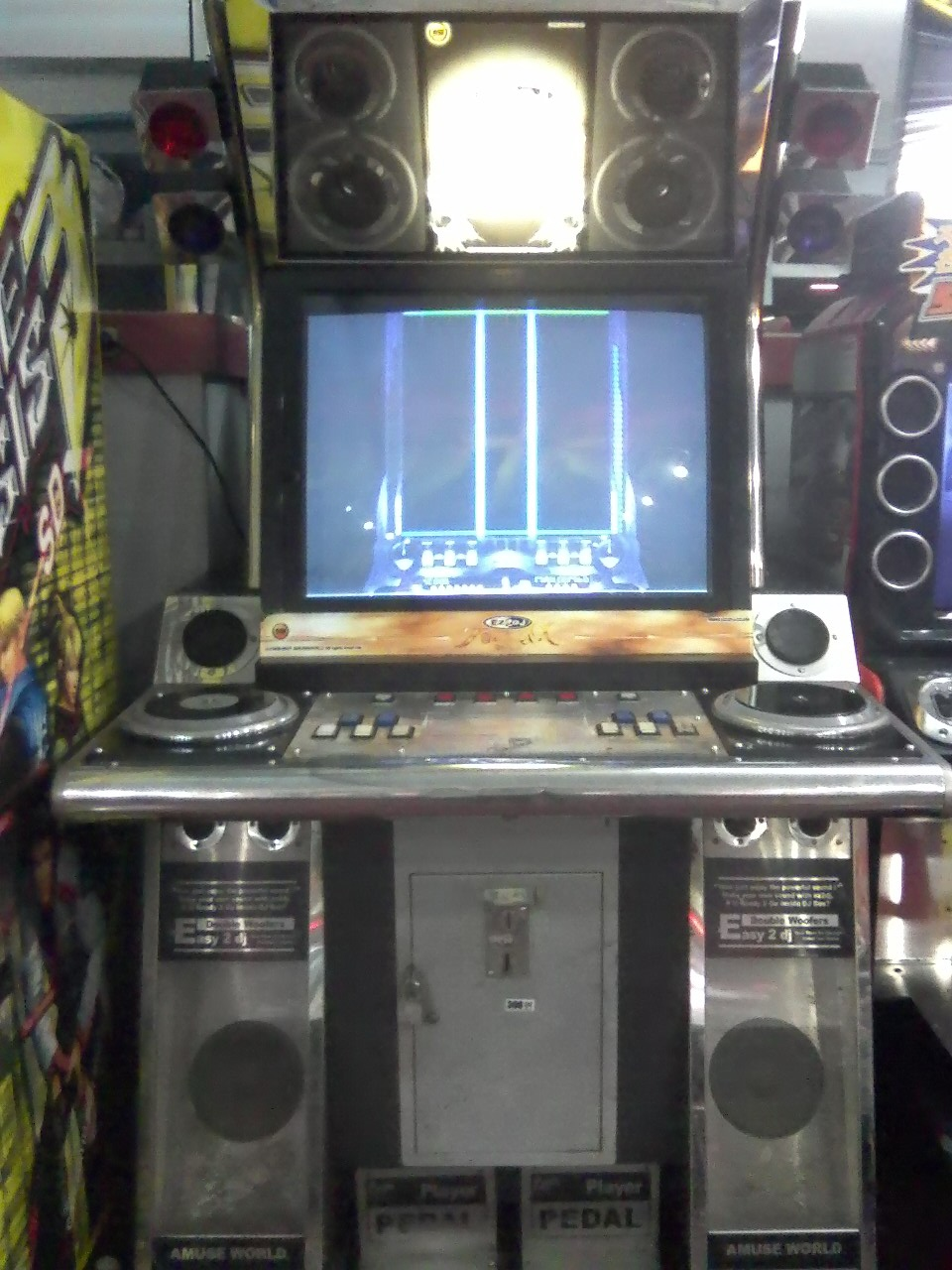

EZ2DJ es una serie de videojuegos de música creado por la compañía surcoreana Amuseworld. La forma básica del juego es similar a la serie de Konami Beatmania, sin embargo, como la saga continúa, se diferencia en el estilo de música y juego. La primera edición de EZ2DJ fue lanzada en 1999 y la versión más reciente, «7 º Trax Clase R-Codename: Violet (7th TraX Version 3.01)'fue lanzada en marzo de 2009.

## Canciones

### Ez2DJ 1st TraX (1999)
1. Creatune - Catch the Flow
2. Creatune - Envy Mask
3. Creatune - Funny Funky
4. Creatune - I do love you
5. Creatune - The Rhythm
6. Creatune - Yes Yes
7. Danmal-G - Minus 1
8. Dj.Hong - Get the beat (excepted in 3rd Trax)
9. Dj.Melong - Ztar warZ
10. Cheon Junkyu - South West Cadillac
11. Cheon Junkyu & Mario Bolden - Stay
12. Ruby Tuesday - Confete (excepted in 4th Trax)
13. Ruby Tuesday - Baby Dance (excepted in 4th Trax)
14. Ruby Tuesday - Dirty D (excepted in 4th Trax)
15. Ruby Tuesday - Do You Remember? (excepted from 2nd Trax to 7th Trax Version 1.5)
16. Ruby Tuesday - Freedom (excepted from 2nd Trax to 7th Trax Version 1.5)
17. Ruby Tuesday - I've Fallen
18. Ruby Tuesday - Let It Go (excepted from 2nd Trax to 7th Trax Version 1.5)
19. Ruby Tuesday - Look Out [Here comes my love]
20. Ruby Tuesday - Quake in Kyoto
21. Ruby Tuesday - You love the life you live

### Ez2DJ 1st TraX Special Edition (1999)
1. Andy Lee - R.D.M. -Rain Drops in My mind-
2. Andy Lee - Special K
3. Andy Lee - Theme of Ez2Dj (AKA Changa)
4. Danmal-G - Mystic Dream 9903 ~Horror Mix~ (replaced from Original. But Original reappeared in 7th Trax Version 2.0)
5. DJ Yonda - Dieoxin
6. DJ Yonda - Red Hot
7. Itdie - Confete Remix
8. Kim Zin-kwon - Combination
9. Remix Station - The Future
10. Remix Station - Do you remember? Remix (replaced from Original. But Original reappeared in 7th Trax Version 2.0)
11. Remix Station - Let it go Remix (replaced from Original. But Original reappeared in 7th Trax Version 2.0)
12. Cho Yongpil - Bob (This song has Licence. Licence expired in 3rd Trax)
13. Hwang seongje - For 3 weeks (This song has Licence. Licence expired in 5th Trax)
14. Lee Sunghwan & Hwang seongje - My honey (This song has Licence. Licence expired in 4th Trax)
15. Baby Vox - Love & Extasy (This song has Licence. Licence expired in 4th Trax)

### Ez2DJ 2nd TraX -It Rules Once Again- (2000)
1. Andy Lee - Appeal
2. Andy Lee - Showdown
3. Andy Lee - EZ2DJ Changa
4. Bae Heegyeong - Departure (excepted in 4th Trax)
5. Croove - Minus 1 ~Space Mix~
6. Cheon Junkyu - We Luv Music
7. Cheon Junkyu & Mario Bolden - The one for me
8. Kim Sunghyeon - Exist
9. Kim Sunghyeon - Funky 5
10. Lee Jongpil & Mario Bolden - Get it up (excepted in 4th Trax)
11. Mario Bolden - It's my secret
12. xxdbxx - Red Ocean
13. Yang Junyeong - With you Girl
14. Ruby Tuesday - Anytime
15. Ruby Tuesday - Back for more
16. Ruby Tuesday - Back to bed (excepted in 4th Trax)
17. Ruby Tuesday - Be my baby
18. Ruby Tuesday - Damnation
19. Ruby Tuesday - Hypnotize (excepted in 4th Trax)
20. Ruby Tuesday - I've got this feeling (excepted in 4th Trax)
21. Ruby Tuesday - Jam
22. Ruby Tuesday - Moving On (excepted in 4th Trax)
23. Ruby Tuesday - Say that you
24. Ruby Tuesday - Seize the day (excepted in 4th Trax)
25. Ruby Tuesday - Sentimental No! No! (excepted in 4th Trax)
26. Ruby Tuesday - The Boy [Here comes my baby]
27. Ruby Tuesday - Where's my girl (excepted in 4th Trax)

### Ez2DJ 3rd TraX -Absolute Pitch- (2001)
1. Andy Lee - 2nd Jewel
2. Andy Lee - Anemia
3. Andy Lee - Lie Lie
4. Andy Lee - M Police
5. Andy Lee - R.F.C. 'Red Flower Children'
6. Andy Lee - Shake
7. Andy Lee - Smash
8. Croove - Black Market
9. Croove - Minus 2
10. Croove - Mystic Dream 20000000000
11. Croove - Sand Storm
12. Croove & FE - Cosmic Bird
13. FE - 2.14
14. FE - Give it 2 me
15. Lee Jongpil - Y Gate
16. xxdbxx - Night Watcher
17. xxdbxx - Substance
18. xxdbxx - The 3rd Place
19. xxdbxx & Croove - Sparrow
20. Ruby Tuesday - In a Nutshell (excepted in 4th Trax)

### Ez2DJ 4th TraX -Over Mind- (2002)
1. Andy Lee - Climax
2. Andy Lee - Delight
3. Andy Lee - Futurist
4. Andy Lee - Go!
5. Andy Lee - Judgment
6. Andy Lee - Lovely Day
7. Andy Lee - Tokyo 9 P.M.
8. Croove - Aquaris -The story about a girl who never dreams-
9. Croove - B.O.W. -Battle Of Wilderness-
10. Croove - Complex
11. Croove - Fire Storm
12. Croove - JMJ
13. Croove - Mad Robot
14. Croove - Shout
15. xxdbxx - Blue
16. xxdbxx - Calling me now
17. xxdbxx - Eye of the Beholder -SMASH Episode No.0-
18. xxdbxx - Feel So Sad
19. xxdbxx - Metagalactic G-1000
20. xxdbxx - Ready to YAH

### Ez2DJ 5th TraX -Platinum- (2003)
1. Bigduck - Unknown H2
2. Eridanus - Any way you want it (AKA I feel 4 you)
3. Eridanus - Cellavue
4. Eridanus - Riff Guy
5. Eridanus & Kang Eunsu - 느낌 (en:Feeling) (AKA It's alright)
6. FE - Memories
7. Forte Escape - Aquaris -Physical Inspiration Hyper Blue Mix-
8. Forte Escape - JMJ -DFC Space Gear Re-Formation-
9. Forte Escape - Panic Strike (AKA EX Shock)
10. Forte Escape - Q Factor (AKA S.A.R.S)
11. Forte Escape - Spotlight (AKA Durubpapa)
12. Forte Escape - Zeroize
13. Joyrock - Night Madness
14. Joyrock - Weird Wave (AKA Urban Block or Snapshot of Trance)
15. Forte Escape - I've Fallen -Hot Dog Boogie Groove Mix-
16. Forte Escape - I've got this feeling -DJ.FE Restless Acid Soul Mix-

### Ez2DJ 6th TraX -Self Evolution- (2004)
1. B-E - Be-at Feedback
2. Itdie - Get The Beat -Party Mix-
3. Dakick - Your Style
4. Han Taesu - Curse It!!
5. Han Taesu - Theme of EZ2Dj II (Changa II)
6. Han Taesu - Stay With Me
7. Itdie - Lie Lie -Ceave Beat Ver.-
8. Itdie - With U Girl -Beach Ver.-
9. Kim Min - Dance With Me
10. Kim Min - Refresh
11. Kim Min - You were the one
12. Sean Kim - Move your Body
13. Sonic A.P.E - 1234
14. Sonic A.P.E - Barcadi on the Beach
15. Sonic A.P.E - Dance Machine
16. Sonic A.P.E - Frantic
17. Sonic A.P.E - 느낌 -Sonic A.P.E. Ver.-
18. Soulzean - Up and Down
19. TY.F - Be Mine!
20. Itdie - Be my baby -Funky Version-
21. Itdie - Baby Dance -Club Ver.-
22. Itdie - I've got this feeling -Extended Ver.-
23. Itdie - Jam -A.C. Ver.-
24. Itdie - Look Out - EK-1 Beat Ver.-
25. Itdie - The Boy -EK-2 Beat Ver.-

### Ez2DJ 7th TraX -Resistance- (2007.3)
1. CCNN - Legacy of Hatred (Live)
2. CCNN - Systematic Liar (unused song)
3. CCNN - Unrequited Love (unused song)
4. CCNN - Unrequited Love 2
5. Curium - G.O.A.
6. Curium - Silver Ocean
7. Desired Effect & r300k - Round 3
8. Desired Effect & r300k - Sunlight
9. M2U - Gray Street
10. M2U - Paradise
11. M2U - The back of Beyond
12. M2U - Toy War
13. M2U - Space Destiny
14. M2U - Sweet Heart
15. M2U - White Rose
16. M2U - 天地開闢
17. Mhz - End of Summer
18. Praya - 빛바랜영혼 (en:Faded Soul)
19. Praya - Forget
20. Praya - Mage Girl Story
21. r300k - Energy Flower
22. r300k - The World
23. Spring Head - Fallen Angel
24. Spring Head - KAFAT
25. Spring Head - Return
26. Spring Head - Revelation
27. Spring Head - Soul Eater
28. Transin - Black Flame
29. Transin - Dreamy Flight
30. Transin - Explode Engine
31. Transin - Fell Hound (unused song)
32. Transin - Fell Hound (III)
33. Transin - Let me hear your voice
34. Transin - Soul Destructer
35. TranceMAX - To my love

### Ez2DJ 7th TraX -Resistance- Version 1.50 (2007.12)
1. CHAOS - Gray Hunter
2. memme - An Old Story
3. infinity poly - Black Bird
4. KIEN - R.E.D ~Red Evil of Death~
5. memme - Hyper Magic
6. memme - Legend of Moonlight
7. Redeye - The Prince of Darkness
8. SHK - Holic
9. Star light - Shot Time
10. yak_won - Lucid
11. yak_won - Never Feel This Way

### EZ2DJ 7th TraX -Resistance- Version 2.00, 2.01 (2008.3)
1. yak_won - Never Feel This Way (Vocal ver.)
2. yak_won - Lucid
3. IBIS - It's my secret ~Remix~
4. IBIS - White Rose ~House Mix~
5. IBIS - 天地開闢 ~2007 Remix~
6. yak_won - Refresh ~Remix~
7. yak_won - Dance Machine ~Arrange~
8. yak_won - Dance with me ~Remix~
9. yak_won - Frantic ~Arrange~
10. yak_won - Don't Say Anything
11. IBIS - 1234 -SJ Mix-
12. KIEN - One's Trash
13. SHK - Weep Irish -RE-
14. yak_won - 2nd life (How To Play)
15. RC - r-decision
16. yak_won - Aura
17. yak_won - Sinus ~secret heart~

### EZ2DJ 7th TRAX CLASS R - CODENAME: VIOLET (Version 3.00, 3.01 , 3.10)(2009.3)
1. Ira - Tempus Praeterita
2. Ira - Eraser Rain For GAIA
3. Lotze - Wars of the Roses 1455
4. Netiline - Step in the Dayz
5. Netiline - For The Top
6. Netiline - Dragon Hunter?
7. Netiline - Akasha
8. Liberatus - Doll's Garden
9. 4 - Blood Castle ~Remix~ (Music Composed by Darkist, Music Remixed by 4)
10. TJ.Hangneil - 神威(read. Kamui)

-Ver 3.10 New Songs-
1. KIEN - La Grand Bleu
2. Lotze - LOKI

※ Netiline is a music company.

## Mismas Personas
- Composers

1. Croove = Creatune = Nextune = Danmal-G = Dj Merong
2. xxdbxx = Jinu
3. ND Lee = Andy Lee = DJ. Yonda
4. Forte Escape = FE
5. r300k = CCNN
6. Spring Head = Transin = Praya
7. Curium = r300k & Mhz
8. Memme = God hand = Liberatus
9. M2U = infinity poly = CHAOS = Starlight = Redeye
10. Ira = Kien
11. TJ.Hangneil = Sasakure.UK

- Visual Artist

1. Ache = Dizzy = J
2. RYUminus = RYU♡star(Vocal)
3. Ryunan = YammyYammy

## Demanda y la decisión
El 10 de julio de 2007 Konami ganó una demanda por violación de patente contra Amuseworld. Konami había presentado inicialmente una demanda contra Amuseworld en 2001 sobre el mismo tema que se establecieron fuera de la corte. Se cree que este acuerdo se debe a la liberación continua del título. Tras el segundo juicio, la decisión de un Corea n juez ordenó a Amuseworld para pagar a Konami daños y detener la producción del producto completo. Amuseworld pagó 11,7 millones de dólares Corea del Sur ganó en la satisfacción de KONAMI.